# Анталь Ковач
Анталь Ковач (угор. Antal Kovács; нар. 28 травня 1972, Пакш, Толна, Угорщина) — угорський дзюдоїст, олімпійський чемпіон 1992 року, чемпіон світу, багаторазовий призер чемпіонатів світу та Європи.

## Виступи на Олімпіадах
| Олімпіада      | Дисципліна | Місце |
| -------------- | ---------- | ----- |
| Барселона 1992 | до 95 кг   | 1     |
| Афіни 1996     | до 95 кг   | 5     |
| Сідней 2000    | до 100 кг  | АС    |
| Афіни 2004     | до 100 кг  | АС    |